# Larentia
Larentia Klatt – rodzaj roślin należący do rodziny kosaćcowatych (Iridaceae), obejmujący 3 gatunki występujące w północnej i środkowej Ameryce Południowej oraz zachodnim Meksyku.
Nazwa naukowa rodzaju jest homonimem taksonomicznym rodzaju motyli z rodziny miernikowcowatych: Larentia Treitschke, 1825.

## Systematyka
Rodzaj z plemienia Tigridieae, z podrodziny Iridoideae z rodziny kosaćcowatych (Iridaceae).
Wykaz gatunków
- Larentia linearis (Kunth) Klatt
- Larentia mexicana (C.V.Morton & R.C.Foster) Goldblatt
- Larentia rosei (R.C.Foster) Ravenna